# Abigail Washburn
Abigail Washburn (Evanston (Illinois), 10 november 1977) is een Amerikaanse jazzzangeres en -banjospeelster. Ze treedt en neemt op als soliste, evenals met de oldtime bands Uncle Earl en het Sparrow Quartet, experimentele band The Wu Force en als duo met haar echtgenoot Béla Fleck.

## Biografie
Washburn bracht haar basisschool- en een deel van haar middelbare-schooljaren door in een buitenwijk van Washington D.C.. Ze ging naar de middelbare school in Minnesota en ging vervolgens naar het Colorado College, waar ze de eerste Oost-Aziatische  meerderjarige studente van de school was. Ze leerde mandarijn tijdens de zomers in intensieve programma's op Middlebury College in Vermont. Hierna bracht ze enige tijd door in China, waar ze droomde om advocaat te worden (eerst had ze dit land in 1996 bezocht). Na drie jaar in Vermont gewoond te hebben, reisde Washburn naar het zuiden voor een geplande reis naar China om advocaat te worden. Ze stopte bij het Barre Centre for Buddhist Studies en bracht vijf dagen door met mediteren. Na wat een levensveranderende ervaring werd, verliet Washburn het Center, klaar om haar muzikale carrière voort te zetten. Ze kreeg snel een platencontract aangeboden in Nashville (Tennessee).
In Tennessee ontmoette ze KC Groves, een van de oprichters van de band Uncle Earl en ze ging vijf jaar lang op tournee met de band. De band all G'earl heeft de twee platen She Waits for the Night (2005) en Waterloo, TN (2007) uitgebracht bij Rounder Records, geproduceerd door John Paul Jones van Led Zeppelin.
Washburn nam deel aan een songwritingwedstrijd op MerleFest (een bluegrass muziekfestival in North Carolina), waarbij ze de tweede plaats won voor haar nummer Rockabye Dixie en de aandacht kreeg van Nettwerk Records. Haar eerste soloalbum Song of the Travelling Daughter werd geproduceerd door Béla Fleck en bevat Ben Sollee (cello) en Jordan McConnell (gitarist) voor de Canadese traditionele en soulmuziekfusieband The Duhks.
In 2005 keerde Washburn terug naar China met de band het Sparrow Quartet, bestaande uit Sollee, Fleck en de Grammy Award-genomineerde fiddler Casey Driessen. De groep nam vervolgens de ep Abigail Washburn The Sparrow Quartet op. Twee nummers op het album werden opgenomen in de mandarijn-Chinese taal, die ze leerde toen ze in China woonde.
Op verzoek van de Amerikaanse regering toerde het Sparrow Quartet in 2006 door Tibet, iets wat geen andere Amerikaanse band had gedaan, en trad op in Beijing tijdens de Olympische Zomerspelen 2008. Washburn was ook in 2008 zes weken lang docent voor Amerikaanse folkmuziek aan de Sichuan University, waar haar prompt werd verteld dat ze folkmuziek niet correct aan het onderwijzen was, want er zou zeker een correcte manier zijn om handgebaren te maken voor elke nummer. Ook dat jaar namen Washburn and the Sparrow Quartet het volledige album Abigail Washburn and the Sparrow Quartet op. Het werd geproduceerd door Béla Fleck en gecomponeerd en gearrangeerd door het viertal.
Na het uitbrengen van het album richtten Washburn en het Sparrow Quartet hun aandacht op het reizen door Noord-Amerika, met optredens op festivals zoals New Orleans Jazz & Heritage, MerleFest, Bonnaroo Music Festival, Vancouver Folk Festival en anderen. Ze keerden terug naar China voor optredens tijdens de Olympische Zomerspelen 2008 in Beijing. Het kwartet was later te zien op National Geographic Live en nam in 2009 elk deel aan het Clearwater Concert, een benefietconcert ter ere van de 90e verjaardag van Pete Seeger met veel van 's werelds meest bekende muzikanten.
Geïnspireerd door een vrijwilligerservaring uit 2008 voor Sichuan Quake Relief in China, heeft Washburn in maart 2009 de krachten gebundeld met Dave Liang van het Shanghai Restoration Project om het muzikaal project Afterquake te creëren. De voordeel-ep met een deel van elke verkoop ten voordele van Sichuan Quake Relief werd uitgebracht op 12 mei 2009, de eerste verjaardag van de aardbeving in 2008 in Sichuan. In de loop van twee weken hebben Washburn en Liang het hele project opgenomen en geproduceerd, met elektronische mixen van stemmen van studenten en geluiden uit de rampzone.
Begin 2010 begon Washburn met het opnemen van haar tweede soloalbum met producent Tucker Martine en medewerker Kai Welch. Washburn begon aan The Silk Road Tour met haar band The Village van Hohhot tot Ürümqi en stopte onderweg om op te treden en samen te werken met alleen het doel om bruggen te bouwen en verschillen op te lossen door te communiceren in goede muziek. Ondersteund door de Amerikaanse ambassade en het Chinese International Centre for Exchange, traden ze uitgebreid op op scholen, universiteiten en theaters en spontaan op stadsmuren en op stadspleinen in heel China's 'Wilde Westen'. Ze werkten ook samen met plaatselijke muzikanten langs de route, waaronder Han-Chinese, Mongoolse, Tibetaanse, Hui- en Uyghur-muzikanten. De reis werd vastgelegd in een reeks video's die op YouTube konden worden bekeken. In september 2012 was ze te zien in een campagne met de naam 30 Songs / 30 Days ter ondersteuning van Half the Sky: Turning Oppression into Opportunity for Women Worldwide, een mediaproject met meerdere platforms, geïnspireerd op het boek van Nicholas Kristof en Sheryl WuDunn.
In het voorjaar van 2013 debuteerde Washburn met haar eerste theatrale productie Post-American Girl in Joe's Pub in The Public Theatre van 28 tot 30 maart als onderdeel van New York Voices, de populaire commissiereeks van de locatie die is ontworpen om muzikanten te helpen de sprong te wagen naar songwriting en uitvoering voor theatrale productie. Het nieuwe toneelstuk van Washburn ging over een Amerikaans meisje, dat volwassen wordt in een snel veranderende wereldorde. Het bevatte volkskunst van China en Appalachia in schaduwpoppen, heilig harplied, traditionele muziek en nieuwe composities. De productie omvatte Kuang Yu Fong van Chinese Theatre Works (oprichter en master vocalist), Stephen Kaplin (poppenspeler & decorontwerp); componist en violist Jeremy Kittel; Chinese slagwerkmeester Tian Gang, cellist Tristan Clarridge en Guzheng meester Wang Jungling. Post-American Girl werd geregisseerd door Meiyin Wang, geassocieerd artistiek producent van The Public's Under The Radar.
De Wu-Force speelde eind 2011 hun eerste show samen in de Yugong Yishan muziekclub in Beijing en kwam begin 2014 weer samen. De Wu-Force verscheen op TEDxUNC's American Global South-conferentie op 3 maart 2013 en voerde hun nummer Floating uit. Op 12 januari 2014 trad Washburn op met een band die bekend staat als The Wu-Force op Global Fest in New York. Dit markeerde het Amerikaanse debuut van de zelf voorgeschreven 'kung fu-Appalachian avant-garde folkrock' muzikale band. De meertalige liedjes van de band bevatten verschillende inhoud, variërend van commentaar op internationale relaties tot milieukwesties in China tot Chinese folk en operale herinterpretaties tot brutale instrumentale stukken. De band omvat ook multi-instrumentalist en frequent medewerker Kai Welch en de Chinese citer (guzheng) speler Wu Fei. Naast het spelen in New York, speelde het trio een residentie in Nashville en een reeks torneedata verspreid over de Verenigde Staten, terwijl ze tegelijkertijd samen opnamen maakten. Het trio speelde ook tijdens het World Music Festival Chicago in september 2014.
Met de geboorte van hun zoon in mei 2013 begon voor Washburn een nieuw tijdperk in haar carrière. Met de bedoeling het gezin bij elkaar te houden, begonnen de twee publiekelijk te verschijnen als een duo-samenwerking. Vanaf augustus 2013 begonnen Fleck en Washburn met een gestaag tourneeschema van duodatums (soms liefdevol aangeduid als trio) rondgeschreven als Béla Fleck & Abigail Washburn. Een jaar later kondigden ze aan dat hun eerste duo-album, met alleen banjo's en hun stemmen, zou worden uitgebracht bij Rounder Records. De twee namen hun album op in hun huis en produceerden de plaat zelf. Het album debuteerde op nummer 1 in de hitlijsten van Billboard Bluegrass en het duo won een Grammy Award voor «Best Folk Album».
Washburn, samen met 24 andere innovatieve en creatieve denkers wereldwijd, werd een TED-fellow genoemd en gaf een lezing op de TED-conventie in Long Beach in 2012 over het opbouwen van relaties tussen de VS en China door middel van muziek. Op 19 november 2013 werd Washburn officieel uitgeroepen tot de eerste US-China Center Fellow van de Vanderbilt University vanwege haar werk als ambassadeur van de Amerikaanse cultuur in China en haar enthousiasme en bereidheid om het US-China Center op de Vanderbilt University op alle mogelijke manieren te helpen.

## Privéleven
Washburn is getrouwd met banjospeler Béla Fleck. Washburn ontmoette Fleck voor het eerst in Nashville tijdens een square dance waar ze danste en hij speelde. In augustus 2007 werd Washburn aangegeven als de vriendin van Fleck. In mei 2009 persifleerde de website van Bluegrass Intelligencer de verbinding, waarbij Driessen grapte dat het paar een mannelijke erfgenaam beloofde die de 'heilige banjo-keizer' zal zijn. In februari 2010 meldde The Aspen Times dat Fleck de echtgenoot van Washburn was. Op zondag 19 mei 2013 is Washburn bevallen van hun zoon in Nashville.

## Discografie
- 2005: She Waits for Night (als lid van Uncle Earl) (Rounder Records)
- 2005: Song of the Traveling Daughter (Nettwerk Records)
- 2006: The Sparrow Quartet (ep, Nettwerk Records)
- 2007: Waterloo, Tennessee (als lid van Uncle Earl) (Rounder Records)
- 2008: Abigail Washburn & The Sparrow Quartet She Waits for Night (als lid van Uncle Earl) (Rounder Records)
- 2005: Song of the Traveling Daughter (Nettwerk Records)
- 2006: The Sparrow Quartet (ep, Nettwerk Records)
- 2007: Waterloo, Tennessee (als lid van Uncle Earl) (Rounder Records)
- 2008: Abigail Washburn & The Sparrow Quartet (met the Sparrow Quartet) (Nettwerk Records)
- 2009: Afterquake (met Shanghai Restoration Project) (Afterquake Music)
- 2011: City of Refuge (Rounder Records)
- 2014: Béla Fleck & Abigail Washburn (met Béla Fleck) (Rounder Records)
- 2015: Banjo Banjo (ep, met Béla Fleck) (Rounder Records)
- 2017: Echo in the Valley (met Béla Fleck) (Rounder Records)

- Bibliothèque nationale de France: cb16951751n (data)
- International Standard Name Identifier: 0000 0000 4677 4061
- Library of Congress Control Number: no2007000064
- MusicBrainz: 545e6dac-993f-4841-8464-df0f5eadb7c2
- Nationale Bibliotheek van Israël: 987007327019605171
- Virtual International Authority File: 51456484
- WorldCat: E39PBJkddF98gc8Y4Gy3hW4Xh3